# Del Carril
Del Carril es una localidad de la provincia de Buenos Aires, Argentina, perteneciente al partido de Saladillo.
Se encuentra 28 km al noreste de la ciudad de Saladillo.
Se accede por la Ruta Nacional 205, y por la red ferroviaria de la Línea General Roca a través de su estación Del Carril.

## Población
Cuenta con 1270 habitantes (Indec, 2010), lo que representa un incremento del 3 % frente a los 1228 habitantes (Indec, 2001) del censo anterior.
| Gráfica de evolución demográfica de Del Carril entre 1991 y 2010 |
|                                                                  |
| Fuente: Censos nacionales del INDEC                              |

## Parroquias de la Iglesia católica en Del Carril
| Diócesis  | Azul           |
| --------- | -------------- |
| Parroquia | Mater Purísima |